# Bill Nieder
William Henry (Bill) Nieder (Hempstead (New York), 10 augustus 1933 – Angels Camp (Californië), 7 oktober 2022) was een Amerikaanse atleet, die was gespecialiseerd in het kogelstoten. In deze discipline werd hij olympisch kampioen en Amerikaans kampioen. Hij verbeterde driemaal het wereldrecord kogelstoten.

## Loopbaan
Nieder studeerde aan de Universiteit van Kansas en kreeg daar sportieve tegenstand van onder meer Parry O'Brien en Dallas Long. Toch won hij in 1955 de Universiteitskampioenschappen (NCAA) en in 1957 de Amerikaanse kampioenschappen.
Op de Olympische Spelen van 1956 in Melbourne won hij een zilveren medaille bij het kogelstoten. Met een beste poging van 18,18 m eindigde hij achter O'Brien (goud; 18,57 m) en voor de Tsjech Jirí Skobla (brons; 17,65 m).
Vier jaar later was zijn olympische deelname onzeker, omdat hij wegens een blessure aan zijn hand vierde werd op de Amerikaanse olympische selectiewedstrijden. Toen niet veel later zijn teamgenoot Dave Davis wegens een blessure was uitgeschakeld, kon hij toch starten. Als wereldrecordhouder veroverde hij op de Olympische Spelen van 1960 in Rome de gouden plak met een olympisch record van 19,68. Bij deze wedstrijd werd O'Brien tweede en Long derde.
Na zijn olympische overwinning gaf hij het kogelstoten op en werd hij bokser. Bij zijn eerste wedstrijd tegen bokser Jim Whiley ging hij na 1,26 seconden knock-out. Toen hij in de atletiek terugkeerde, vond hij geen aansluiting meer bij de wereldtop.
In 2006 werd hij opgenomen in de Hall-of-Fame van de USA Track & Field.
Nieder overleed op 7 oktober 2022 op 89-jarige leeftijd.

## Titels
- Olympisch kampioen kogelstoten - 1960
- Amerikaans kampioen kogelstoten - 1957
- NCAA-kampioen kogelstoten - 1955

## Wereldrecords
| Afstand | Datum            | Plaats    |
| ------- | ---------------- | --------- |
| 20,06 m | 12 augustus 1960 | Walnut    |
| 19,99 m | 2 april 1960     | Austin    |
| 19,45 m | 19 maart 1960    | Palo Alto |

## Palmares

### kogelstoten
- 1956:  OS - 18,18 m
- 1960:  OS - 19,68 m (OR)

## Prestatieontwikkeling
| Jaar              | Plaats        | Prestatie |
| ----------------- | ------------- | --------- |
| 1955, 20 mei      | Lawrence      | 17,66 m   |
| 1956, 19 mei      | Manhattan     | 18,38 m   |
| 1957, 20 april    | Lawrence      | 18,94 m   |
| 1958, 3 mei       | San José      | 18,36 m   |
| 1959, 28 mei      | Santa Barbara | 19,12 m   |
| 1960, 12 augustus | Walnut        | 20,06 m   |

1896: Bob Garrett ·
1900: Richard Sheldon ·
1904: Ralph Rose ·
1906: Martin Sheridan ·
1908: Ralph Rose ·
1912: Pat McDonald ·
1920: Ville Pörhölä ·
1924: Bud Houser ·
1928: John Kuck ·
1932: Leo Sexton ·
1936: Hans Woellke ·
1948: Wilbur Thompson ·
1952: Parry O'Brien ·
1956: Parry O'Brien ·
1960: Bill Nieder ·
1964: Dallas Long ·
1968: Randy Matson ·
1972: Władysław Komar ·
1976: Udo Beyer ·
1980: Vladimir Kiseljov ·
1984: Alessandro Andrei ·
1988: Ulf Timmermann ·
1992: Mike Stulce ·
1996: Randy Barnes ·
2000: Arsi Harju ·
2004: Adam Nelson ·
2008: Tomasz Majewski ·
2012: Tomasz Majewski ·
2016: Ryan Crouser ·
2020: Ryan Crouser ·
2024: Ryan Crouser